# Ratusz w Neukölln

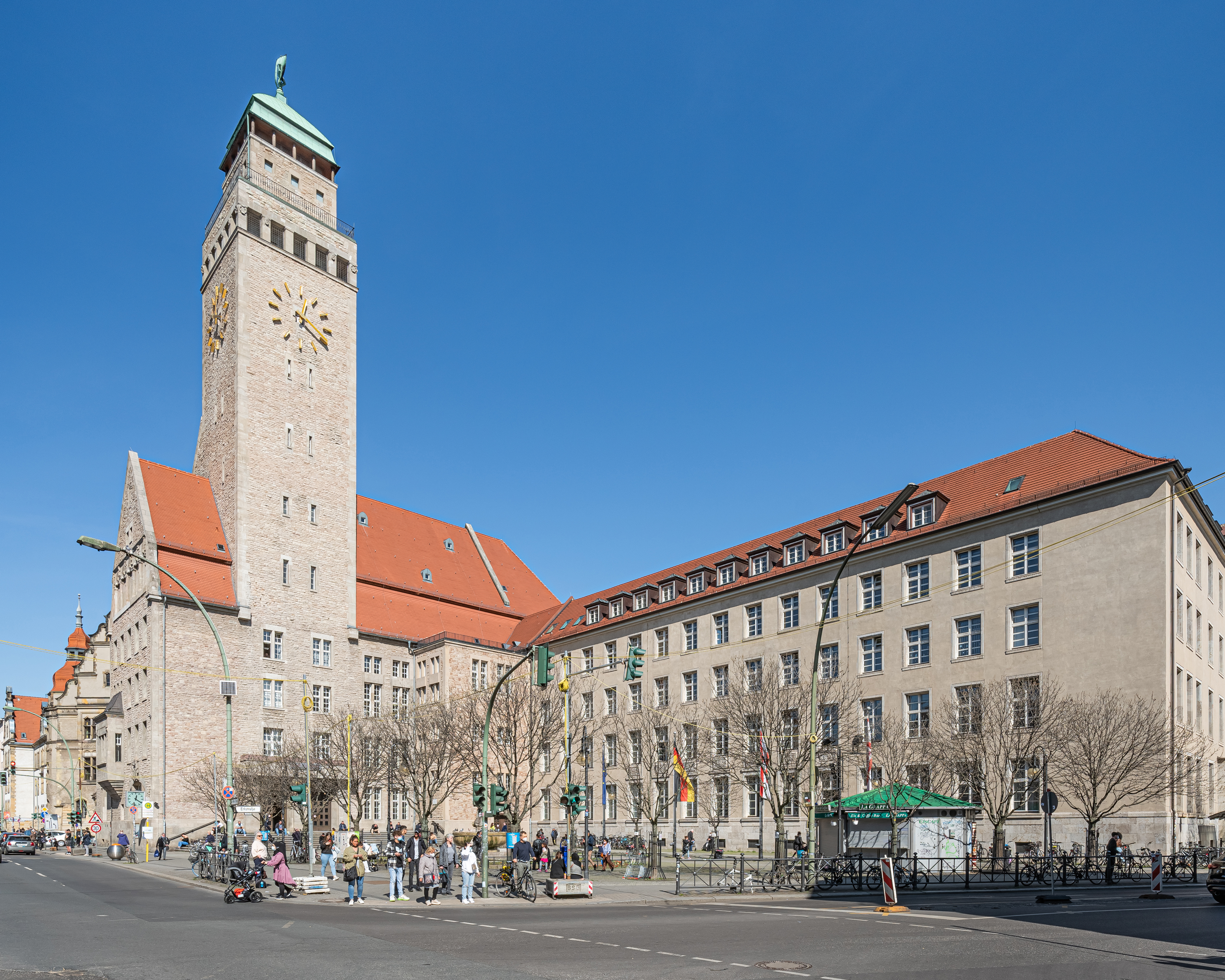
Ratusz w Neukölln

Ratusz w Neukölln (niem. Rathaus Neukölln) – ratusz w berlińskiej dzielnicy Neukölln. W okolicy ratusza znajduje się stacja metra o Rathaus Neukölln. Budynek znajduje się przy Karl-Marx-Straße.